# سیاه شدن (فیلم)
سیاه شدن (انگلیسی: The Blackening) یک فیلم کمدی ترسناک سیاه‌پوستان آمریکایی محصول سال ۲۰۲۲ است که به کارگردانی تیم استوری و نویسندگی تریسی اولیور و دیوین پرکینز ساخته شده است. این فیلم بر اساس فیلم کوتاهی به همین نام از گروه کمدی 3Peat در سال ۲۰۱۸ ساخته شده است.
بازیگران اصلی فیلم شامل دیوین پرکینز، گریس بایرز، جرمین فاولر، ملوین گرگ، ایکس مایو، آنتوانت رابرتسون، سینکوآ والز، جی فارو و ایوان اورجی هستند.
داستان فیلم که در روز جونتینث اتفاق می‌افتد، گروهی از دوستان سیاه‌پوست را دنبال می‌کند که در حین اقامت در یک کلبه جنگلی، هدف یک قاتل نقاب‌دار قرار می‌گیرند.
فیلم The Blackening در تاریخ ۱۶ سپتامبر ۲۰۲۲ در جشنواره بین‌المللی فیلم تورنتو برای اولین بار به نمایش درآمد و در ۱۶ ژوئن ۲۰۲۳ توسط لاینزگیت در ایالات متحده و در ۲۳ اوت ۲۰۲۳ توسط یونیورسال پیکچرز در بریتانیا اکران شد.
این فیلم ۱۸ میلیون دلار فروش داشت و نقدهای عمدتاً مثبتی دریافت کرد. منتقدان به طنزپردازی فیلم در مورد کلیشه‌های ژانر ترسناک و تصورات قالبی نژادی اشاره کردند.

## داستان
مورگان و شاون برای جشن جونتینت با دوستانشان به یک کلبه در جنگل می‌روند. آن‌ها در اتاق بازی با یک بردگیم نژادپرستانه به نام The Blackening روبه‌رو می‌شوند. ناگهان برق می‌رود و یک صدای مرموز آن‌ها را مجبور به بازی می‌کند. شاون پس از پاسخ اشتباه به یک سؤال، با تیری به گردن کشته می‌شود و مورگان اسیر می‌شود. روز بعد، دوستانشان به کلبه می‌رسند و شب هنگام، دوباره برق می‌رود. آن‌ها بازی را پیدا می‌کنند و صدا به آن‌ها می‌گوید که برای نجات مورگان باید بازی کنند. در نهایت، پس از یک سری حملات و خیانت‌ها، مشخص می‌شود که کلیفتون، که از دوستان قدیمی‌شان است، پشت این نقشه بوده تا از آن‌ها انتقام بگیرد. اما در نهایت، او را به داخل چاهی می‌اندازند و از دست او خلاص می‌شوند. در صبح روز بعد، دوستان برای کمک گرفتن، به‌جای پلیس، آتش‌نشانی را صدا می‌زنند، اما با شلنگ آب مورد حمله قرار می‌گیرند.

## ادامه احتمالی
در نوامبر ۲۰۲۳، ورایتی گزارش داد که MRC و لاینزگیت در حال مذاکره با نویسندگان دیوین پرکینز، تریسی الیور و تهیه‌کننده ای. برایان دابینز برای بازگشت برای یک دنباله بودند.
پرکینز قبلاً به مجله گفته بود که فرنچایزی شبیه به «سریال‌های ترسناک فیلم‌های ترسناک در مقابل سبک چاقوکشی (فیلم ۲۰۱۹) با یک بازیگر جدید برای هر رمز و راز» در نظر گرفته است.